# تپه سه تپان
تپه سه تپان مربوط به دوران‌های تاریخی پس از اسلام است و در شهرستان قروه، روستای ولی آباد واقع شده و این اثر در تاریخ ۲۵ اسفند ۱۳۷۹ با شمارهٔ ثبت ۳۶۰۶ به‌عنوان یکی از آثار ملی ایران به ثبت رسیده است.